# Voie verte du lac du Bourget

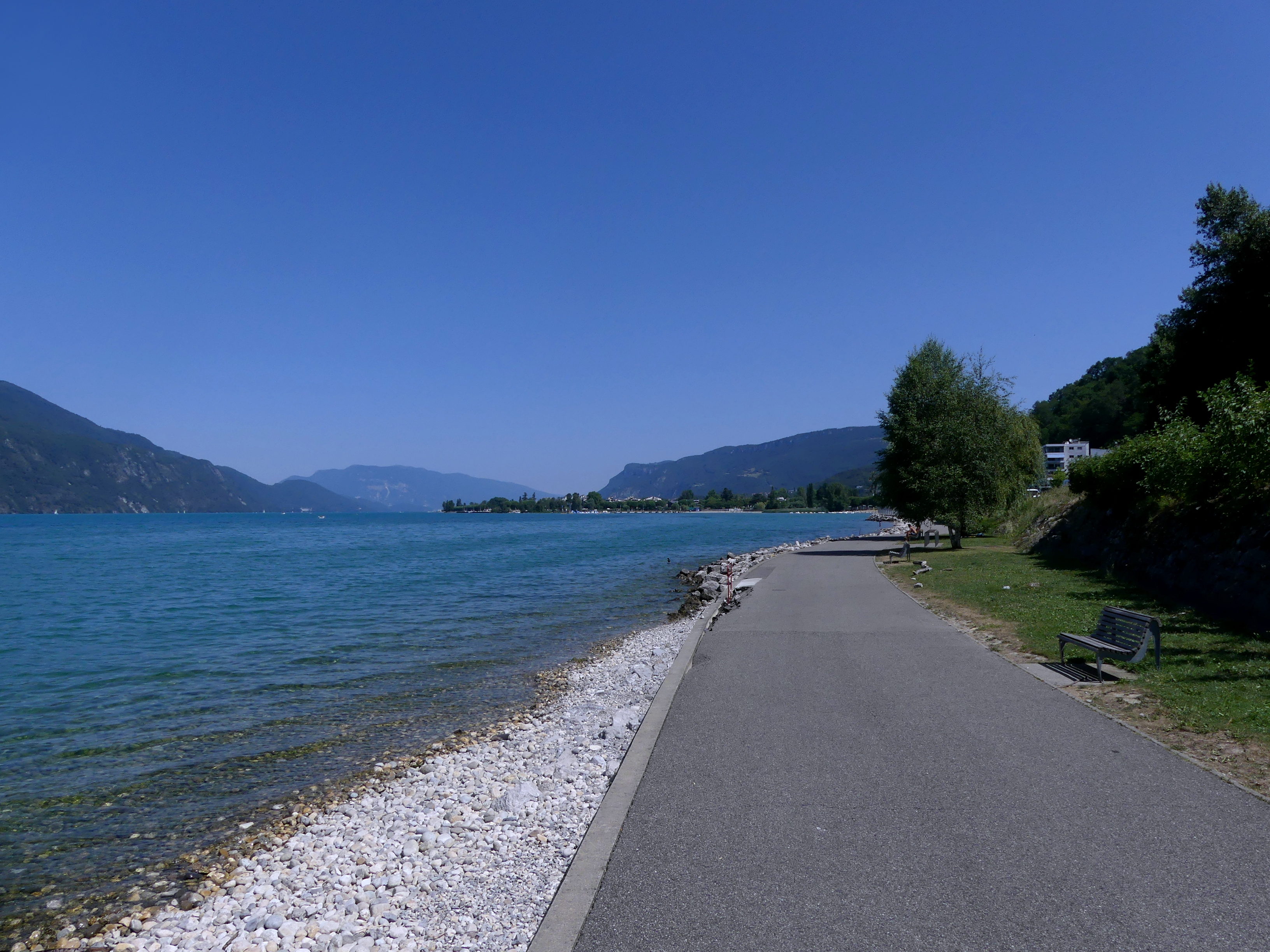
La voie verte et le lac du Bourget.

La Voie verte du lac du Bourget est un aménagement urbain réservé aux modes de déplacement doux, situé en France sur la rive sud-orientale du lac du Bourget, en Savoie. 

## Situation et parcours

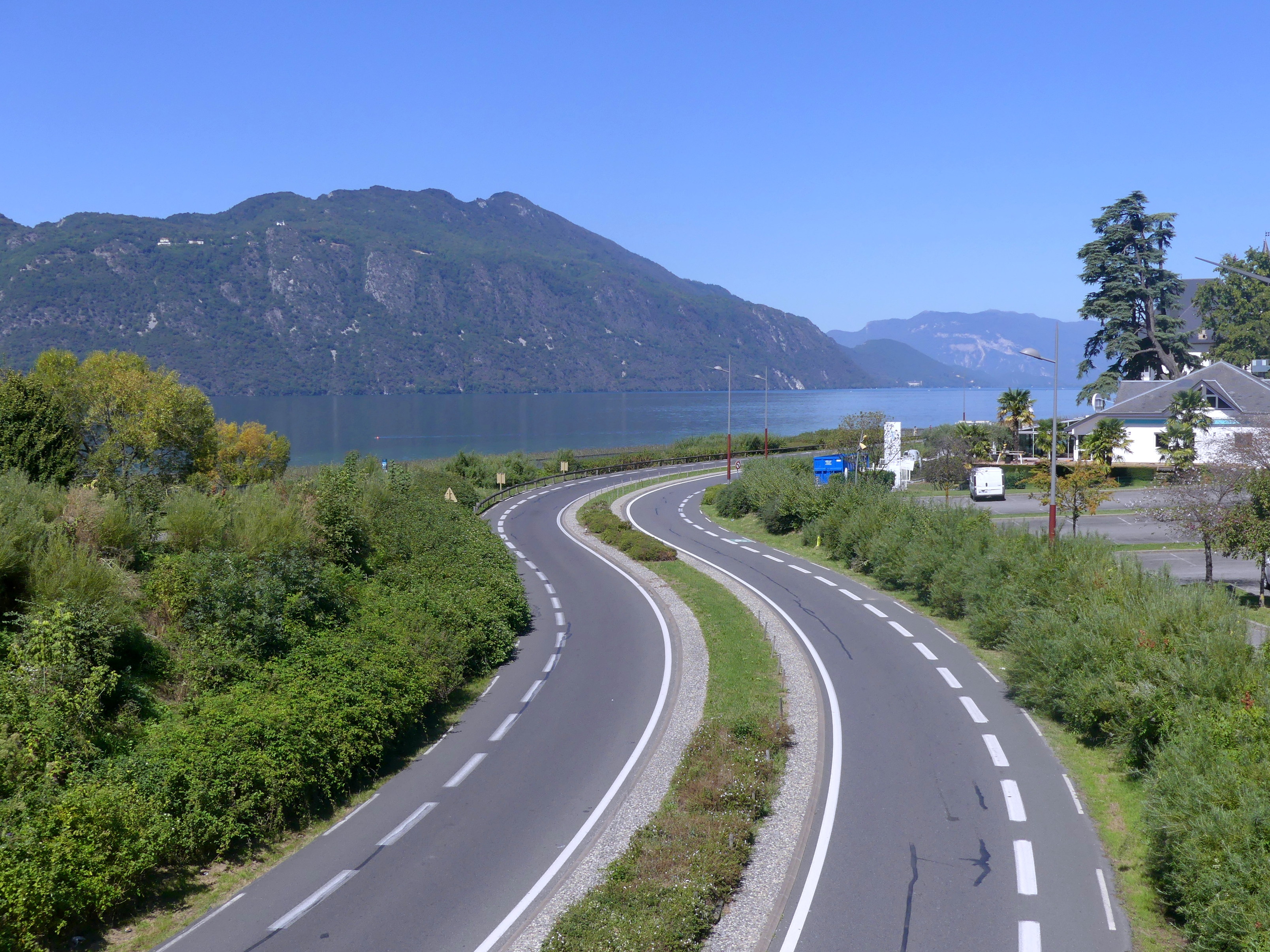
Les bandes cyclables entre Viviers-du-Lac et Tresserve.

Longue de 12 km, elle longe le lac du Bourget près d'Aix-les-Bains dans le département de la Savoie en France. Celle-ci est réservée aux piétons, cyclistes et rollers uniquement.
La voie permet de relier les communes d'Aix-les-Bains et du Bourget-du-Lac distantes d'une douzaine de kilomètres. Deux autres communes sont traversées aussi par le sentier : Tresserve et Viviers-du-Lac. L'itinéraire passe au bord de différentes plages. Le départ se fait du centre nautique d'Aix-les-Bains ou par la plage municipale du Bourget-du-Lac.
Au niveau du Bourget, elle est reliée à l'avenue verte nord de Chambéry. Elle fait partie de la véloroute du sillon alpin V63 qui relie deux tronçons de la ViaRhôna, à proximité d'Aix-les-Bains et de Valence (de Chanaz à Pont-de-l'Isère, par Chambéry, Montmélian, Grenoble et Saint-Marcellin).

## Historique
La partie sud de la voie derrière les roselières, près de l'aéroport Chambéry - Savoie et de Savoie Technolac, est plus ancienne que celle qui longe le lac et les plages. En effet, des travaux de voirie ont été réalisés entre 2006 et 2011. Ils ont permis de réaménager une importante nationale, reliant Chambéry à Annecy, tout en créant au bord du lac une voie verte qui relie différentes plages, grâce à des aménagements eux aussi créés, comme les plages des Mottets, du Lido et celle d'Aix les Bains avec sa piscine.

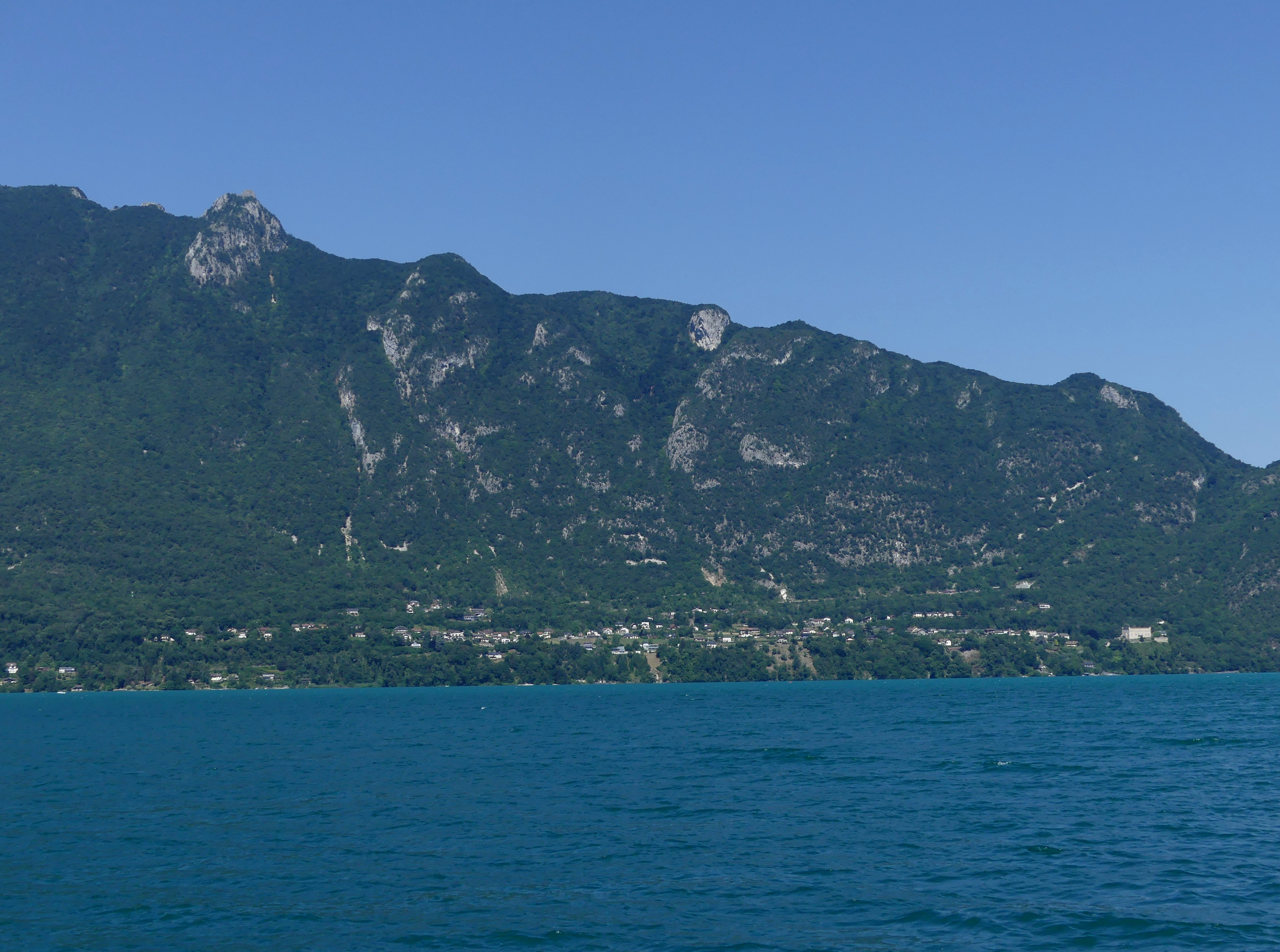
Vue depuis la voie verte sur le mont du Chat.

Par ailleurs, ce projet, nommé Projet Grand Lac, de revue de la route nationale et de l'aménagement de la voie verte fut « ambitieux et emblématique en termes de développement durable » confie le conseil général de la Savoie.  Des aménagements contre la pollution routière ont aussi été créés. En effet, la route passe par endroits à seulement quelques dizaines de mètres des berges du lac. Des roselières, ainsi qu'aménagements de filtration des eaux pluviales de la route ont été pris en compte.
Le conseil départemental indique en 2015 que « l’aménagement a déjà prouvé son attractivité : jusqu’à 2 000 utilisateurs utiliseraient le chemin les dimanches de forte affluence ».